# Chlamydatus
Chlamydatus is een geslacht van wantsen uit de familie blindwantsen. Het geslacht werd voor het eerst wetenschappelijk beschreven door Curtis in 1833 .

## Soorten
Het genus bevat de volgende soorten:

- Chlamydatus arcuatus Knight, 1964
- Chlamydatus artemisiae Kelton, 1965
- Chlamydatus associatus (Uhler, 1872)
- Chlamydatus auratus Kelton, 1965
- Chlamydatus becki Knight, 1968
- Chlamydatus brevicornis Knight, 1964
- Chlamydatus californicus Schuh & Schwartz, 2005
- Chlamydatus keltoni Schuh & Schwartz, 2005
- Chlamydatus knighti Kelton, 1965
- Chlamydatus laminatus Li & Liu, 2006
- Chlamydatus monilipes Van Duzee, 1921
- Chlamydatus montanus Knight, 1964
- Chlamydatus obliquus (Uhler, 1893)
- Chlamydatus opacus (Zetterstedt, 1838)
- Chlamydatus pallidicornis Knight, 1964
- Chlamydatus ruficornis Knight, 1959
- Chlamydatus schuhi Knight, 1964
- Chlamydatus sichuanensis Li & Liu, 2006
- Chlamydatus suavis (Reuter, 1876)
- Chlamydatus uniformis (Uhler, 1893)

Subgenus Attus Hahn, 1832
- Chlamydatus drymophilus Vinokurov, 1982
- Chlamydatus eurotiae Kerzhner, 1962
- Chlamydatus longirostris Reuter, 1905
- Chlamydatus nigripes Muminov, 1961
- Chlamydatus pallidipes (Reuter, 1906)
- Chlamydatus pulicarius (Fallén, 1807)
- Chlamydatus pullus (Reuter, 1870)
- Chlamydatus sarafrazii Linnavuori, 1998

Subgenus Chlamydatus Curtis, 1833
- Chlamydatus saltitans (Fallén, 1807)

Subgenus Eurymerocoris Kirschbaum, 1856
- Chlamydatus allii V.G. Putshkov, 1959
- Chlamydatus evanescens (Boheman, 1852)
- Chlamydatus pachycerus Kiritshenko, 1931
- Chlamydatus penthesileia Linnavuori, 1989
- Chlamydatus wilkinsoni (Douglas & Scott, 1866)

Subgenus Platypsallus Sahlberg, 1875
- Chlamydatus acanthioides (J. Sahlberg, 1875)